# Turdoides
Genre
Le genre Turdoides comprend des espèces de cratéropes, passereaux de la famille des Leiothrichidae.

## Liste d'espèces
Selon la classification de référence (version 14.1, 2024) du Congrès ornithologique international (ordre phylogénique) :
- Turdoides nipalensis – Cratérope du Népal
- Turdoides atripennis – Phyllanthe capucin
- Turdoides gilberti – Phyllanthe à gorge blanche
- Turdoides chapini – Phyllanthe de Chapin
- Turdoides rufocinctus – Phyllanthe à collier roux
- Turdoides plebejus – Cratérope brun
- Turdoides leucopygia – Cratérope à croupion blanc
- Turdoides hindei – Cratérope de Hinde
- Turdoides squamulata – Cratérope maillé
- Turdoides jardineii – Cratérope fléché
- Turdoides gymnogenys – Cratérope à joues nues
- Turdoides leucocephala – Cratérope à tête blanche
- Turdoides reinwardtii – Cratérope à tête noire
- Turdoides tenebrosa – Cratérope ombré
- Turdoides bicolor – Cratérope bicolore
- Turdoides hartlaubii – Cratérope de Hartlaub
- Turdoides sharpei – Cratérope de Sharpe
- Turdoides melanops – Cratérope masqué
- Turdoides hypoleuca – Cratérope bigarré